# Вагі (селище)
Ва́гі (ест. Vahi alevik) — селище в Естонії, у волості Тарту повіту Тартумаа.

## Населення
Чисельність населення на 31 грудня 2011 року становила 1620 осіб.

## Географія
Селище межує з Рааді, північним районом міста Тарту.